# کارخانه پنبه بیاض
کارخانه پنبه بیاض مربوط به دوره پهلوی اول است و در شهرستان رفسنجان، روستای‌بیاض واقع شده و این اثر در تاریخ ۲۴ اسفند ۱۳۸۳ با شمارهٔ ثبت ۱۱۳۹۳ به‌عنوان یکی از آثار ملی ایران به ثبت رسیده است.